# سغورو (دوديكانيسوس)
سغورو (Σγουρού) هي مدينة في دوديكانيسوس في اليونان.